# Megachoriolaus bicolor
Megachoriolaus bicolor är en skalbaggsart som först beskrevs av Pierre Émile Gounelle 1911.  Megachoriolaus bicolor ingår i släktet Megachoriolaus och familjen långhorningar. Inga underarter finns listade i Catalogue of Life.